# Фатима аш-Шариф
Сеида Фатима эль-Шариф (после замужества — Эль-Сенуси), также Фатима аль-Шифа аль-Сенуси (1911, Триполитания — 3 октября 2009, Каир) — супруга ливийского короля Идриса I, королева Ливии (1951—1969).

## Биография

### Ранние годы
Фатима эль-Шариф, родившаяся в 1911 году, была единственной дочерью Ахмеда Шарифа ас-Сенуси, бывшего главы исламского религиозного ордена Сенусийя. Её отец активно сопротивлялся европейской колонизации в отношении исламских государств. После Ливийской войны, закончившейся в 1912 году, территория Ливии перешла под контроль Итальянского королевства.
В 1929 году, после прихода к власти в Италии фашистов и возобновления ими военных действий в Ливии, Фатима на верблюде пересекла границу Египта, спасаясь от преследований со стороны итальянцев во главе с маршалом Грациани. В 1931 году в Сиве она вышла замуж за Мухаммеда Идриса аль-Махди ас-Сенуси, преемника её отца на посту лидера ордена Сенусийя. В 1951 году Фатима эль-Сенуси стала королевой Ливии.

### Королева Ливии
На протяжении всей своей жизни супруги не имели детей. Их единственный сын — мальчик, родившийся в 1953 году — умер на следующий день после рождения. Отсутствие наследника престола представлялось серьёзной проблемой для короля и государства. В 1954 году племянник королевы убил советника Идриса I, Ибрагима аль-Шельхи, из-за слухов, что тот убедил короля развестись с Фатимой в пользу брака с его дочерью. Позже Идрис приказал казнить племянника Фатимы.
Спустя некоторое время Идрис решил выбрать для себя ещё одну жену, которая могла бы родить ему наследника. Фатима сама предложила ему две подходящие кандидатуры, но он не выбрал ни одну из них. В 1955 году король взял в жёны Алию Абдель Кадер Ламлум. Несмотря на неудовлетворённость решением мужа, Фатима осталась в королевской резиденции в Тобруке и вскоре примирилась с ним. В дальнейшем Идрис и Фатима стали приёмными родителями для нескольких детей своих погибших родственников.
Современники характеризовали королеву Фатиму как тактичную женщину, наделённую чувством юмора и легко находящую общий язык с людьми, а в особенности детьми, и как верную супругу Идриса I. Она стала образцом для подражания для ливийских женщин . Фатима не носила паранджу или вуаль, одевалась по-европейски, не вела замкнутый, аскетичный образ жизни, а напротив, принимала активное участие в политической и общественной жизни государства, присутствовала на государственных мероприятиях.

### Жизнь после низложения
На момент восстания во главе с Муаммаром Каддафи, произошедшем в Ливии в 1969 году, королевская чета находилась в Турции. После падения монархии 1 сентября 1969 года и до самой смерти она жила в египетской столице Каире. Революционный трибунал в Ливии заочно приговорил бывшую королеву к пяти годам лишения свободы и лишению всех привилегий.
В 2007 году ливийские власти возвратили Фатиме её дом в Триполи, но она не захотела жить в Ливии. 3 октября 2009 года она, после сорока лет изгнания, умерла в возрасте 98 лет в Каире.